# Ivan Quaranta
Ivan Quaranta (* 14. Dezember 1974 in Crema) ist italienischer Radsporttrainer und ein ehemaliger Radsportler.

## Sportlicher Werdegang
Ivan Quaranta wurde 1992 Junioren-Weltmeister im Sprint auf der Bahn. In den folgenden Jahren verlegte er sich zunehmend auf den Straßenradsport. Seinen ersten Vertrag unterschrieb er 1996 bei dem italienischen Radsportteam Polti. Nach zwei erfolglosen Jahren wechselte er 1998 zu KRKA-Telekom Slovenije, wo er eine Etappe der Normandie-Rundfahrt für sich entscheiden konnte. Daraufhin wechselte er zu Mobilvetta Design, wo er in zwei Jahren jeweils zwei Etappen beim Giro d’Italia für sich entschied. Auch 2001 war er für Alexia Alluminio beim Giro zweimal siegreich. Ein Jahr später feierte er bei Quer durch Gendringen seinen bisher einzigen Erfolg bei einem Eintagesrennen. 2003 wechselte Quaranta für eine Saison zu Saeco, um die Nachfolge des Sprinters Mario Cipollini anzutreten. Er gewann unter anderem jeweils eine Etappe bei der Deutschland-Tour sowie der Katar-Rundfahrt, konnte aber die Erwartungen nicht erfüllen, so dass sein Vertrag nach einem Jahr nicht verlängert wurde.
In den folgenden Jahren fuhr Quaranta für verschiedene kleinere Mannschaften. Ab 2000 hatte er sein Comeback auf der Bahn und bestritt vier Sechstagerennen. 2001 siegte er mit Marco Villa bei denen von Turin und Fiorenzuola d’Arda, 2002 und 2004 folgten weitere gemeinsame Siege mit Villa in Turin. 2007 wurde er italienischer Meister im Teamsprint, gemeinsam mit Roberto Chiappa und Marco Brossi. Im selben Jahr beendete Ivan Quaranta seine Radsportlaufbahn.
Zu Beginn seiner Radsportlaufbahn galt Quaranta als authentisches Talent, jedoch sei es unmöglich gewesen, ihn zu disziplinieren. „Er wechselte vom rosa Trikot in die Dunkelheit wilder Nächte und Depressionen. Diskotheken hat er schon immer dem Training vorgezogen. An die Trainer, die schönen Frauen. Viel Genie und viel Rücksichtslosigkeit: Das zeichnete ihn so sehr aus, dass er zum James Dean auf zwei Rädern wurde“, schrieb Tuttobiciweb 2016 über ihn.

## Berufliches und Privates
Nach dem Ende seiner aktiven Radsportlaufbahn verfiel Quaranta zunächst in Depressionen, bis er gebeten wurde, für den UC Cremasca als Trainer zu arbeiten. In den weiteren Jahren vertrat er den Nationaltrainer Marco Villa während dessen Reisen beim Training im Velodromo Fassa Bortolo in Montichiari.
Seit 2017 ist Quaranta Assistenz-Sportdirektor des Teams Colpack Ballan, wo er den Straßen-Nachwuchs betreut. Zudem wurde er 2021 zum Bahntrainer für das Comitato Regionale Lombardo ernannt, um insbesondere den Nachwuchs in den Kurzzeitdisziplinen auf der Bahn zu betreuen. Er sei gereift, habe aber aus eigener Erfahrung viel Verständnis für die Verrücktheiten der Jugend, so seine Einschätzung. Unter anderem trainiert er den Europameister im 1000-Meter-Zeitfahren Matteo Bianchi sowie den zweifachen Junioren-Weltmeister Mattia Predomo.
Ivan Quarantas Sohn Samuel ist ebenfalls als Radsportler aktiv.

## Erfolge

### Straße
1998
- eine Etappe Normandie-Rundfahrt

1999
- eine Etappe Drei Tage von De Panne
- eine Etappe Settimana Ciclistica Lombarda
- eine Etappe Giro d’Abruzzo
- zwei Etappen Giro d’Italia

2000
- drei Etappen Tour de Langkawi
- eine Etappe Settimana Ciclistica Lombarda
- zwei Etappen Giro d’Italia

2001
- eine Etappe Tour de Langkawi
- eine Etappe Settimana Internazionale
- zwei Etappen Giro d’Italia
- eine Etappe Niederlande-Rundfahrt

2002
- eine Etappe Katar-Rundfahrt
- eine Etappe Schweden-Rundfahrt
- eine Etappe Regio-Tour
- Quer durch Gendringen

2003
- eine Etappe Katar-Rundfahrt
- eine Etappe Settimana Internazionale
- eine Etappe Deutschland Tour
- eine Etappe Brixia Tour

2004
- eine Etappe Tour de Langkawi
- eine Etappe Settimana Ciclistica Lombarda

2007
- eine Etappe Settimana Ciclistica Lombarda

### Bahn
1992
- Junioren-Weltmeister – Sprint

2004
- Sechstagerennen von Turin (mit Marco Villa)

2007
- Italienischer Meister – Teamsprint (mit Roberto Chiappa und Marco Brossa)

## Grand Tour-Platzierungen
| Grand Tour            | 1999 | 2000 | 2001 | 2002 | 2003 | 2004 | 2005 |
| --------------------- | ---- | ---- | ---- | ---- | ---- | ---- | ---- |
| Giro d’ItaliaGiro     | DNF  | DNF  | 129  | DNF  | –    | DNF  | DNF  |
| Vuelta a EspañaVuelta | –    | –    | –    | DNF  | DNF  | –    | –    |